# Meddersheim

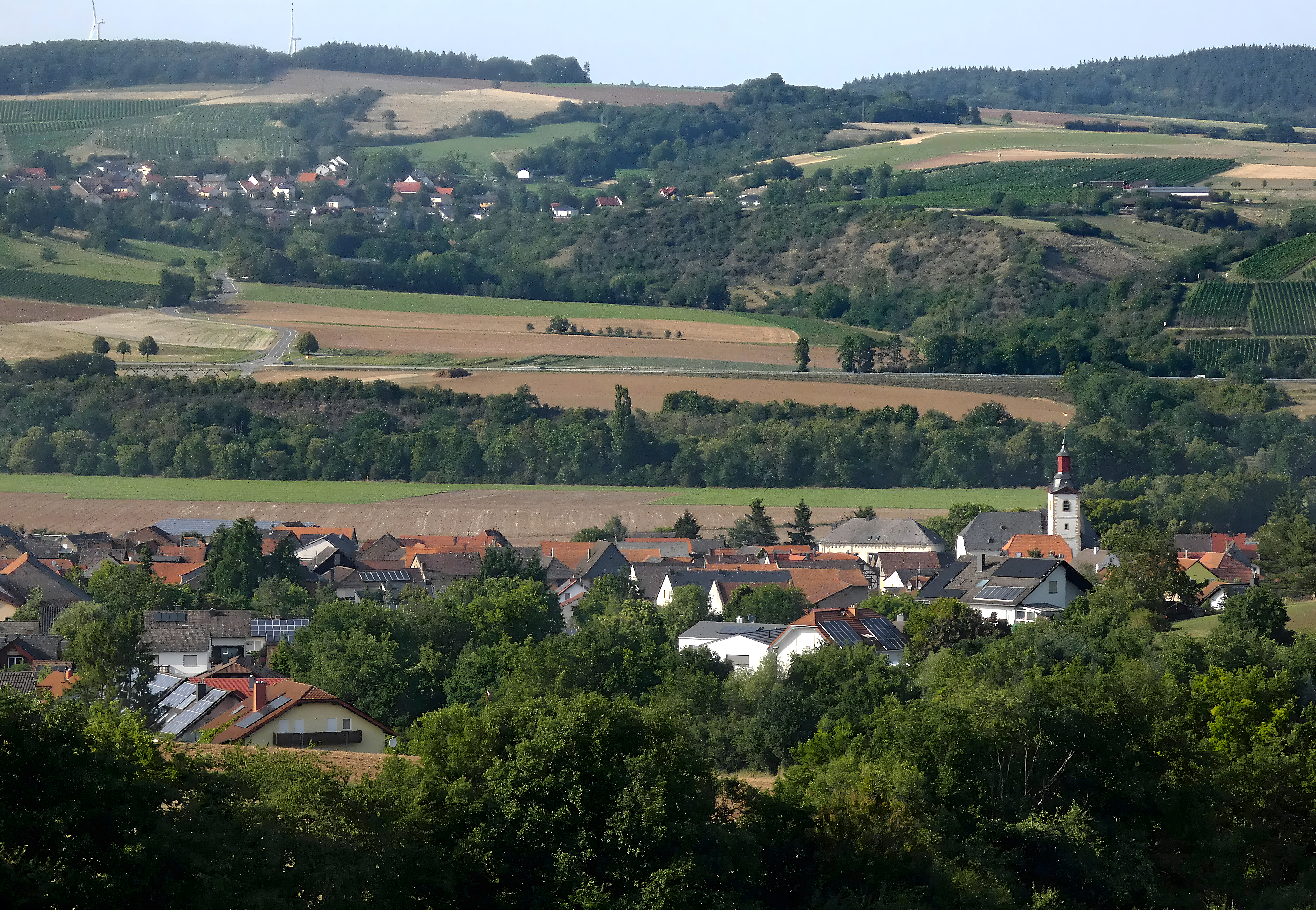
Meddersheim (aus südlicher Richtung gesehen)

Meddersheim ist eine Ortsgemeinde im Landkreis Bad Kreuznach in Rheinland-Pfalz. Sie gehört der Verbandsgemeinde Nahe-Glan an.

## Geographie
Meddersheim liegt im Tal der Nahe in der Sobernheimer Talweitung zwischen Idar-Oberstein und Bad Kreuznach, südlich des Ortes beginnt das Nordpfälzer Bergland, nördlich der Hunsrück.
Zu Meddersheim gehören auch die Wohnplätze Lohmühle, Schliffgesmühle und „Am Meisenheimer Pfad“ sowie „Menschels Vitalresort“ (Englischer Hof).

## Geschichte
In Meddersheim wurde schon in keltischer und römischer Zeit gesiedelt. Verschiedene Funde von Überresten eines römischen Gutshofes an der Römerstraße, umfangreiche Fundamente und eine antike Wasserleitung bezeugen dies.
Bis ins 13. Jahrhundert gehörte das Dorf Meddersheim den Erzbischöfen von Mainz, danach ging es in den Besitz der Wildgrafen auf der Kyrburg über, in dieser Hand blieb es bis zu den Revolutionskriegen Ende des 18. Jahrhunderts. Immer teilten sich mehrere Herrschaften die Lehens- und Zehntrechte. Die Franzosen führten 1798 auf dem Linken Rheinufer die französischen Verwaltungsstrukturen ein, Meddersheim wurde Sitz einer Mairie im Kanton Meisenheim, der zum Saardepartement gehörte und die Gemeinden Meddersheim, Kirschroth und Staudernheim umfasste. Spätestens unter Napoleon wurde die Realteilung eingeführt. Das führte zur Zersplitterung der Betriebe und vielfach zur Verelendung der Klein- und Kleinstbauern. Nach dem Ende der französischen Herrschaft (1814) wurde Meddersheim 1816 dem Oberamt Meisenheim zugeteilt und Sitz einer Oberschultheißerei. Somit war Meddersheim mit dem Oberamt Meisenheim Exklave der Landgrafschaft Hessen-Homburg geworden.
1869 kam das Gebiet an Preußen, Meddersheim gehörte nun zum Landkreis Meisenheim im Regierungsbezirk Koblenz in der Rheinprovinz. 1919 wurden die Bürgermeistereien Meddersheim und Merxheim zusammengelegt. 1940 wurde das Amt Meddersheim (Bezeichnung seit 1927) dem Amt Sobernheim zugeteilt, aus welchem dann 1969 in die Verbandsgemeinde Sobernheim entstand.
In der Lehmkaut waren bis in die 1960er Jahre die Reste einer Backsteinbrennerei zu sehen. Hier wurden vor Ort Feldbrandsteine gebrannt. In der ehemaligen Töpferei des Andreas Gottfried wurden bis 1968 Töpferwaren hergestellt.
Der hier in den magereren Böden der Schiffelheiden umfangreich angebaute Flachs wurde in einer großen, vermutlich genossenschaftlich organisierten Flachsdarre geröstet. Im Bereich der Brechkaut und der Brechlöcher gab es größere Feuergewölbe. An deren Ende befand sich der Heißluftschacht von ca. 2 × 3 m, auf dem der Flachs geröstet wurde, um ihn dann zu brechen und zu hecheln.
Die ehemaligen Hirtenhäuser der Hütegemeinschaft gibt es seit den 1950er Jahren nicht mehr. Zeitweise waren fünf Mühlen und eine Schweinemast in der Gemarkung Meddersheim verzeichnet. Am Igelsberg befand sich ein Steinbruch. Die roten Tonschiefer-Sandsteine wurden etwa bis Ende des 18. Jahrhunderts verbaut. Danach fanden gelb-graue Bruchsandsteine aus umliegenden Dörfern Verwendung.
In der Reformation wurden die Einwohner Meddersheims unter der damaligen Landesherrschaft evangelisch. Bei der Kirchenrenovierung der Evangelischen Martinskirche von 1964 wurde der barocke Zaun um den Altar entfernt. Die Kirche wurde über Generationen simultan genutzt. Während der katholischen Messe wurde die Zauntür verschlossen. Einige Epitaphien, ein deckenhoher Sakramentsschrein im gotischen Chor und eine Stummorgel zeugen mit dem Bilderzyklus an der Empore vom Wohlstand dieses Wein-, Bauern- und Handwerkerdorfes.
Bevölkerungsentwicklung
Die Entwicklung der Einwohnerzahl von Meddersheim, die Werte von 1871 bis 1987 beruhen auf Volkszählungen:
| Jahr | Einwohner |
| ---- | --------- |
| 1815 | 754       |
| 1835 | ~ 800     |
| 1871 | 868       |
| 1905 | 745       |
| 1939 | 718       |
| 1950 | 845       |
| 1961 | 744       |

| Jahr | Einwohner |
| ---- | --------- |
| 1970 | 747       |
| 1987 | 1.163     |
| 1997 | 1.311     |
| 2005 | 1.388     |
| 2011 | 1.320     |
| 2017 | 1.314     |
| 2024 | 1.311     |

## Politik

### Gemeinderat
Der Gemeinderat in Meddersheim besteht aus 16 Ratsmitgliedern, die bei der Kommunalwahl am 9. Juni 2024 in einer personalisierten Verhältniswahl gewählt wurden, und dem ehrenamtlichen Ortsbürgermeister als Vorsitzendem.
Die Sitzverteilung im Gemeinderat:
| Wahl | SPD | CDU | FWG | UWG | Gesamt   |
| ---- | --- | --- | --- | --- | -------- |
| 2024 | 3   | –   | 9   | 4   | 16 Sitze |
| 2019 | 3   | 3   | 7   | 3   | 16 Sitze |
| 2014 | 3   | 4   | 6   | 3   | 16 Sitze |
| 2009 | 3   | 3   | 5   | 5   | 16 Sitze |
| 2004 | 3   | 2   | 7   | 4   | 16 Sitze |

- FWG = Freie Wählergemeinschaft Meddersheim e. V.
- UWG = Unabhängige Wählergemeinschaft Meddersheim e. V.

### Bürgermeister
Bernd Schumacher (FWG) wurde am 17. November 2022 Ortsbürgermeister von Meddersheim. Der bisherige Erste Beigeordnete wurde vom Gemeinderat einstimmig gewählt. Bei der Direktwahl am 9. Juni 2024 wurde er mit einem Stimmenanteil von 92,3 % für fünf Jahre als Ortsbürgermeister bestätigt.
Schumachers Vorgängerin Renate Weingarth-Schenk (CDU) hatte das Amt seit 2009 ausgeübt. Zuletzt bei der Direktwahl am 26. Mai 2019 war sie mit einem Stimmenanteil von 63,32 % für weitere fünf Jahre als Ortsbürgermeisterin bestätigt worden. Im September 2022 legte sie ihr Amt aus gesundheitlichen Gründen nieder, wodurch eine Neuwahl erforderlich wurde.

### Wappen
| Wappen von Meddersheim | Blasonierung: „In Blau auf silbernem Roß der golden nimbierte, rot gekleidete St. Martin, der mit silbernem Schwert den roten Mantel dem auf der Erde sitzenden Bettler zuteilt; im linken Obereck ein goldenes Schildchen, darin ein roter, blau gekrönter Löwenkopf.“ |
| Wappen von Meddersheim | Wappenbegründung: Die Martinsszene entstammt einem alten Gerichtssiegel. Der Löwe verweist auf die Linie Salm-Kyrburg der Wild- und Rheingrafen. |

## Kultur und Sehenswürdigkeiten

### Weinbau
Meddersheim gehört zum Weinbaugebiet Nahe. Weit über die Grenzen des Landkreises hinaus ist Meddersheim für sein Weinfest bekannt. Die örtlichen Winzer bieten ihre Weine jeweils am letzten Wochenende im August auf dem Dorfplatz an. Dort beginnt das Fest traditionell mit dem Fassbieranstich und kostenlosen Weinausschank aus dem Weinfass Meddersheim durch den amtierenden Ortsbürgermeister. Außerdem versorgen die örtlichen Vereine die Gäste mit alkoholfreien Getränken und Speisen. Dieses Fest zieht jedes Jahr Hunderte von Menschen in das Weindorf.

### Fotogalerie historischer Bauwerke
Meddersheim hat eine Reihe denkmalgeschützter Gebäude, sowie zwei Denkmalzonen, die Fotogalerie zeigt eine beispielhafte Auswahl. (Siehe hier die vollständige Liste der Kulturdenkmäler in Meddersheim)

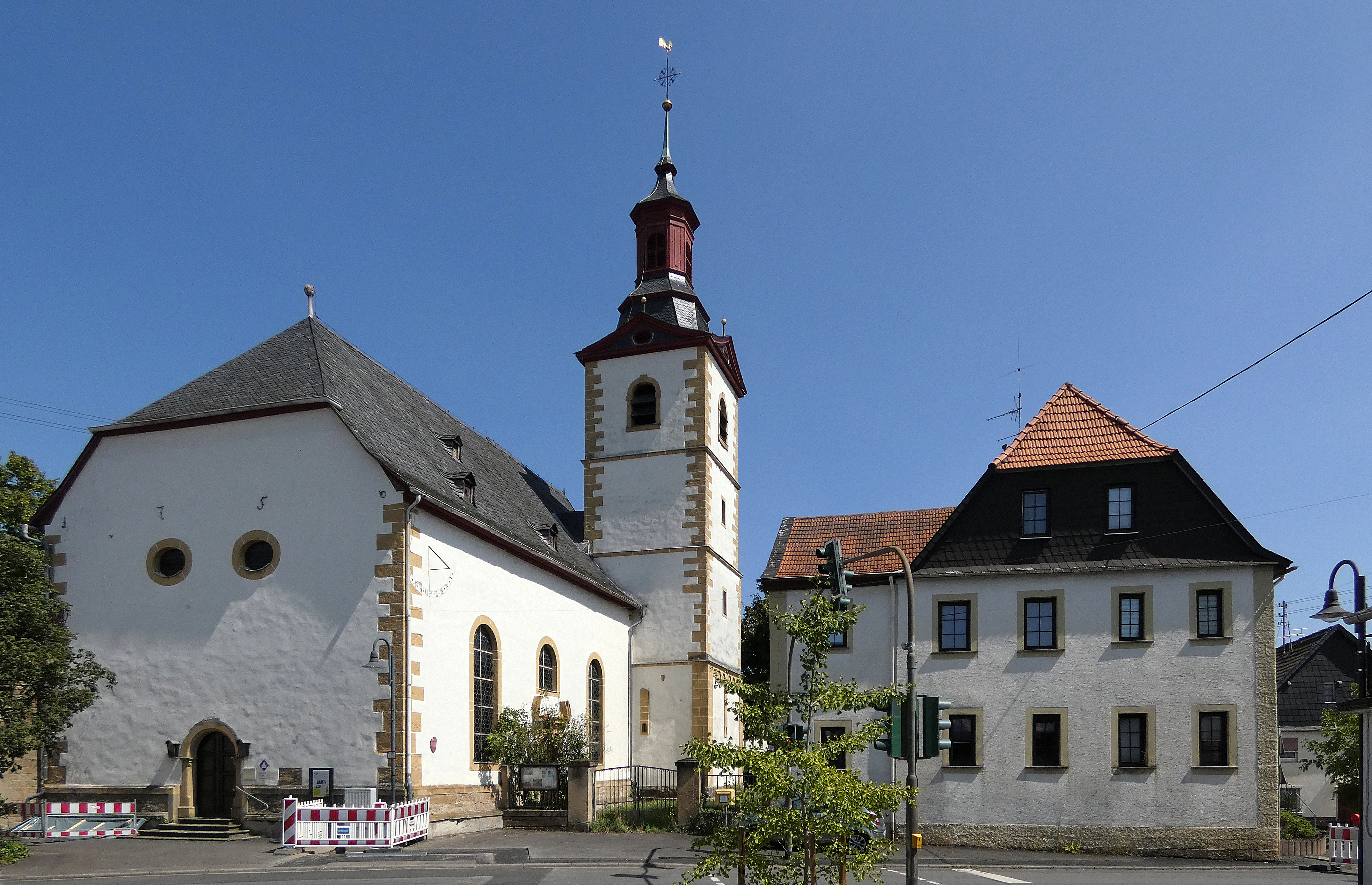
Evang. Kirche von Meddersheim (mit Baustilen von Romanik  bis Barock), rechts das ehemalige Lehrerwohnhaus von 1737.
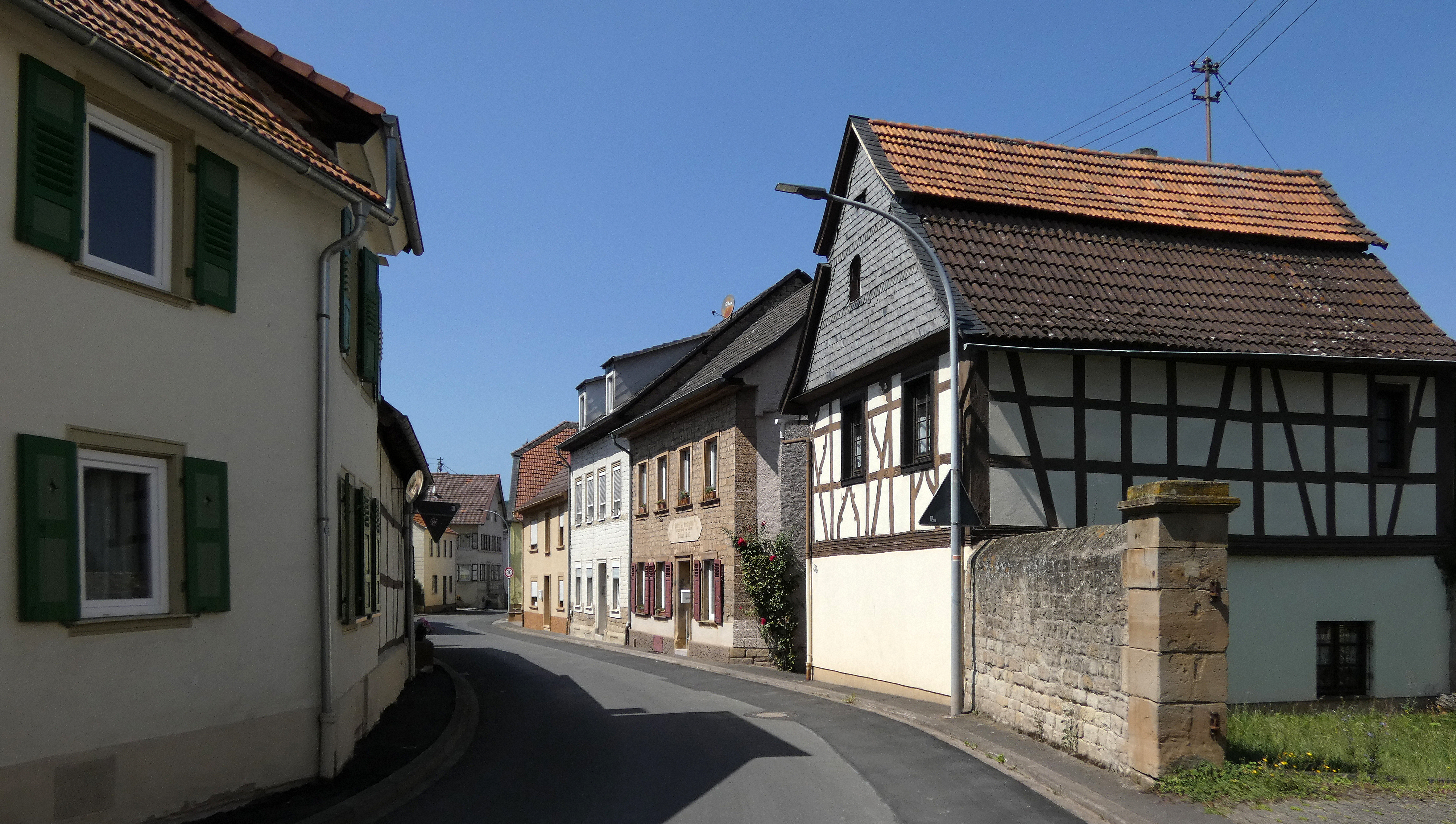
Die Naheweinstraße in Meddersheim, mit rechts einem barocken Fachwerkhaus von 1723.
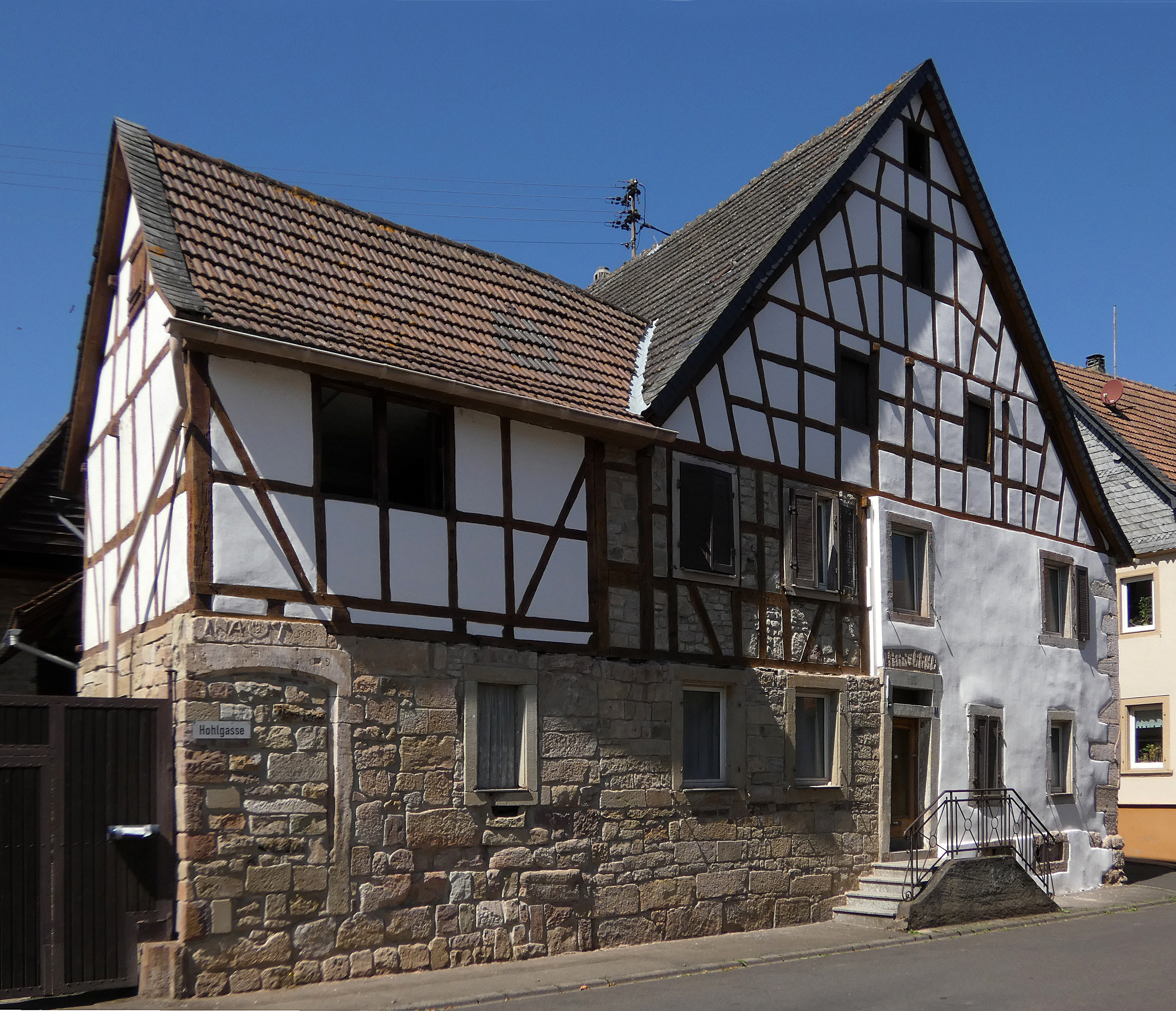
Hofanlage, im Kern ein Renaissancebau von 1580, der im 18. Jahrhundert überformt wurde.
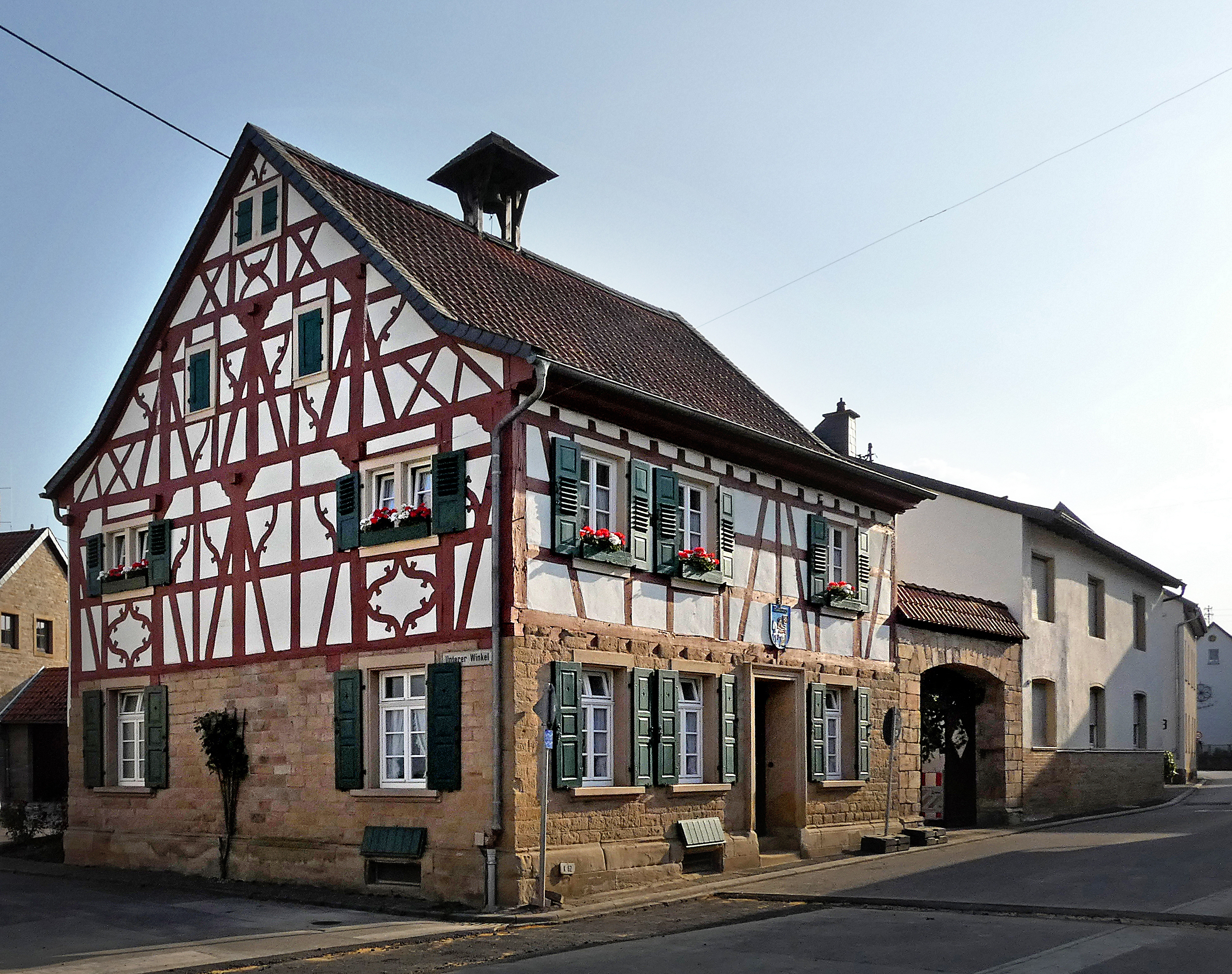
Altes Rathaus, wohl im Kern um 1600 entstanden. Der Dachreiter mit Glocke stammt von 1719.
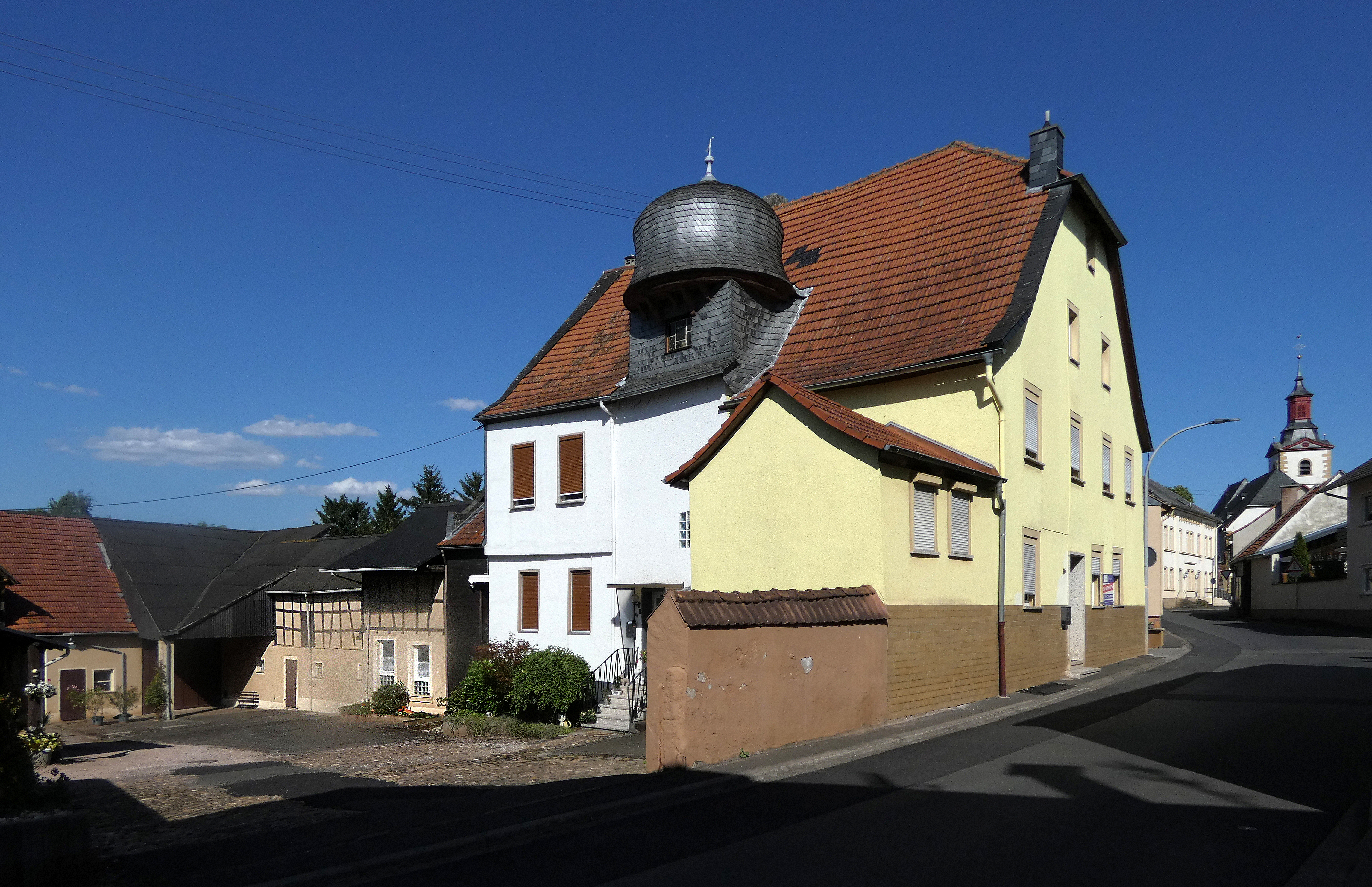
Ehemaliger Rheingräflicher Hof, der eingebaute Treppenturm ist mit der Jahreszahl 1592 bezeichnet.
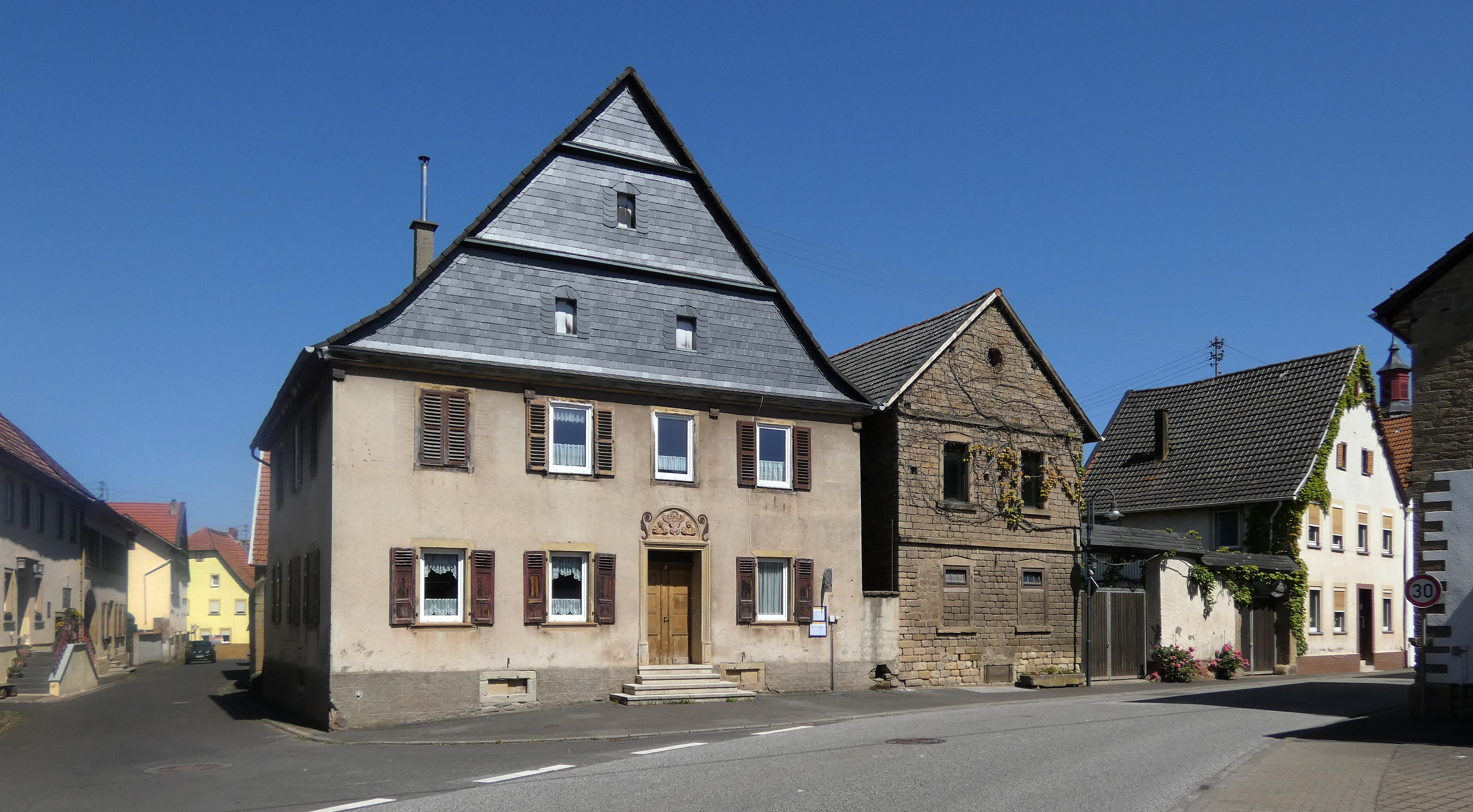
Barockes Fachwerkhaus, bezeichnet 1681 und 1725, mit Veränderungen aus dem 19. Jh.
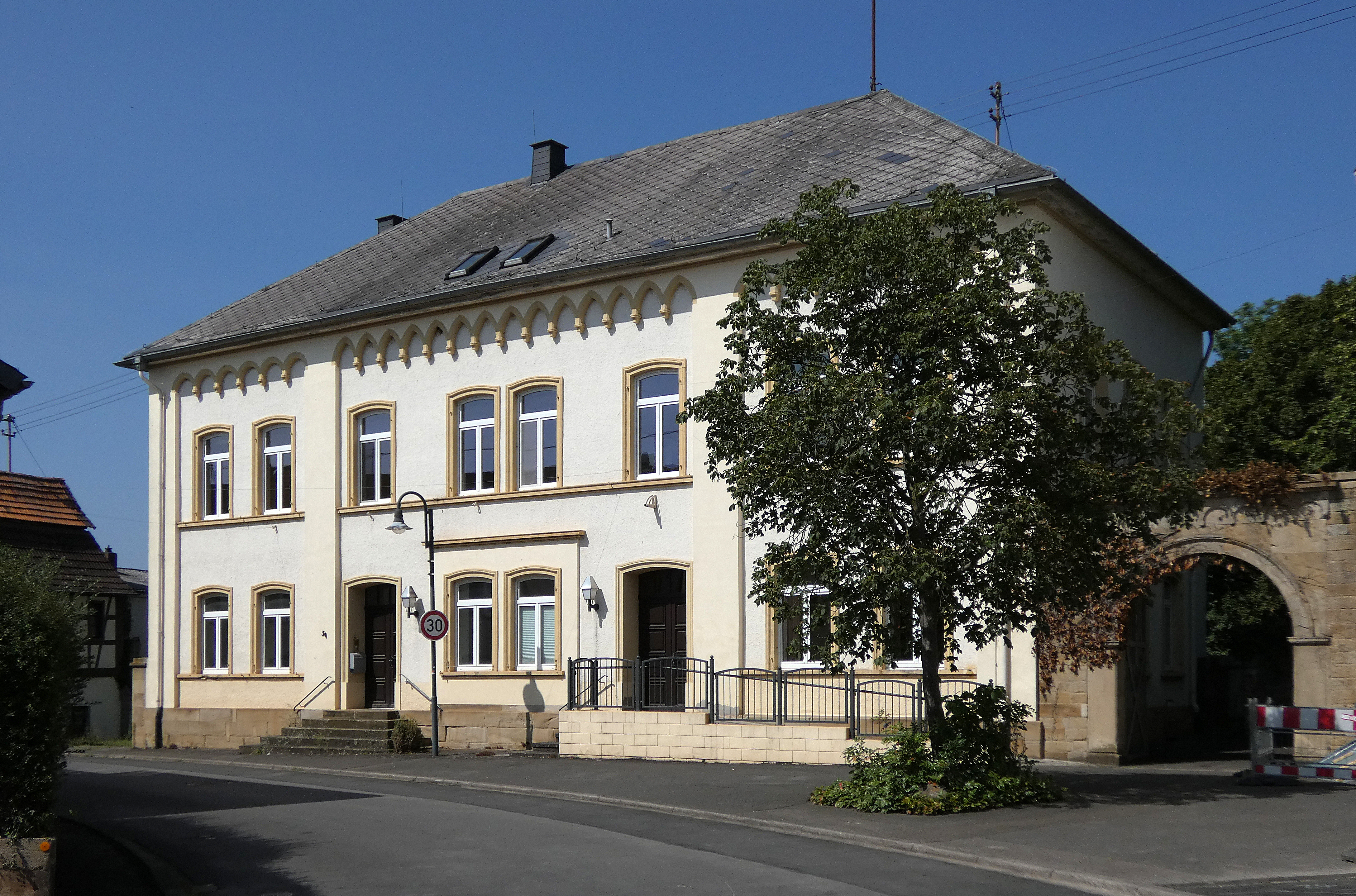
Ehemaliges evangelisches Schul- und Pfarrhaus, ein repräsentativer Walmdachbau, um 1850/60 erbaut.
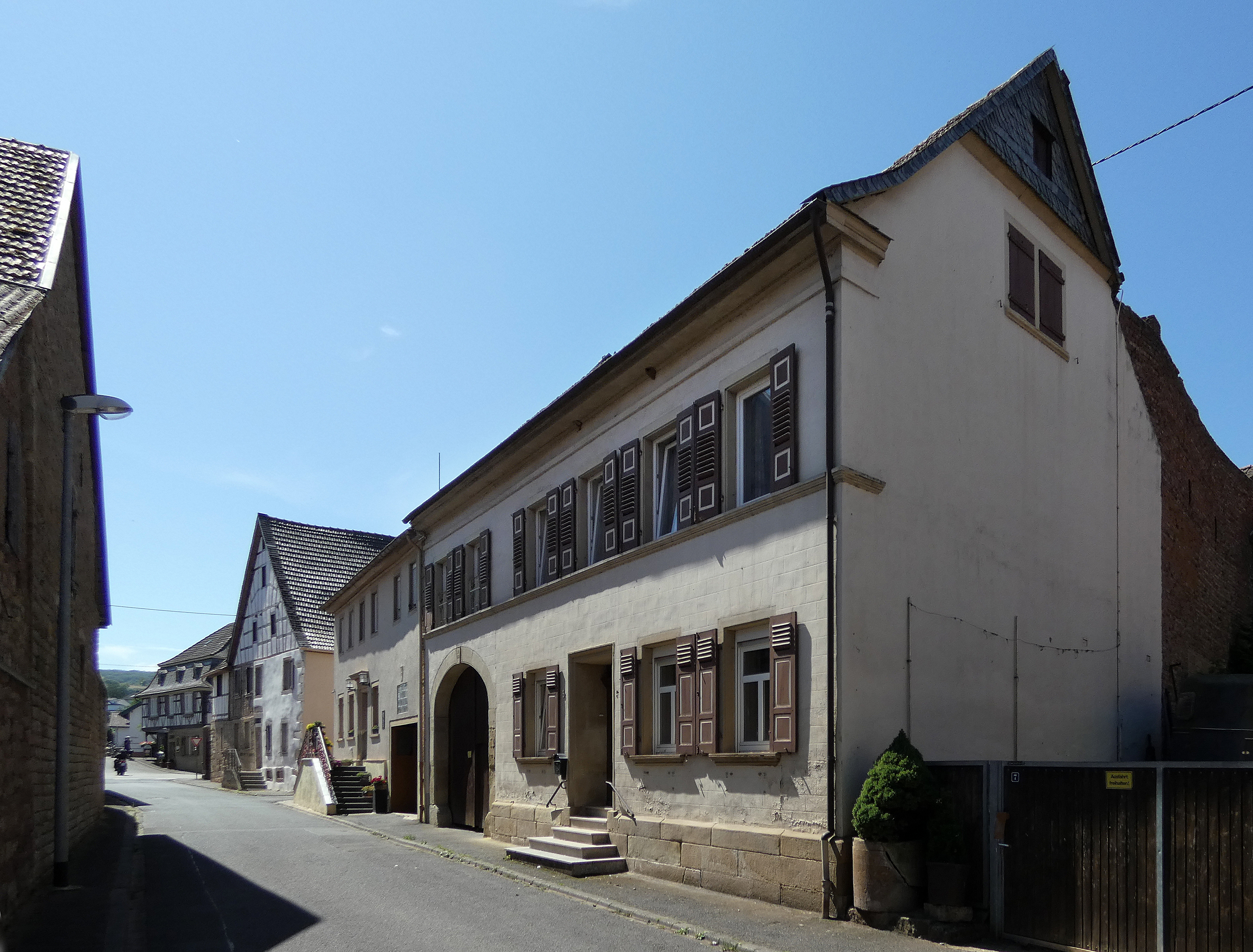
Ehemaliges Gasthaus, ein klassizistischer Fachwerkbau, allerdings verputzt und verschiefert, bezeichnet 1830.
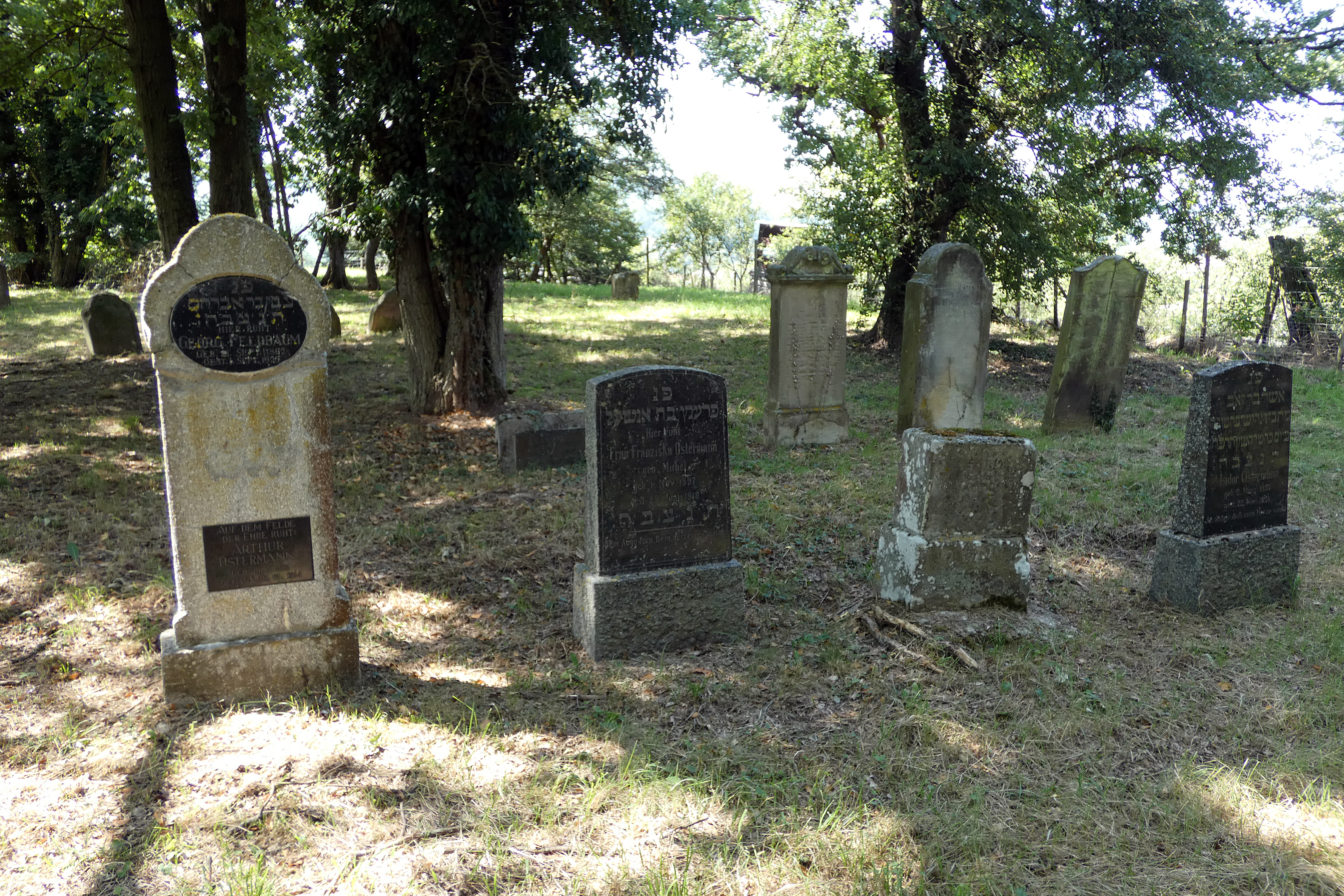
Denkmalzone Jüdischer Friedhof, südöstlich des Ortes am Abhang des Dornberges
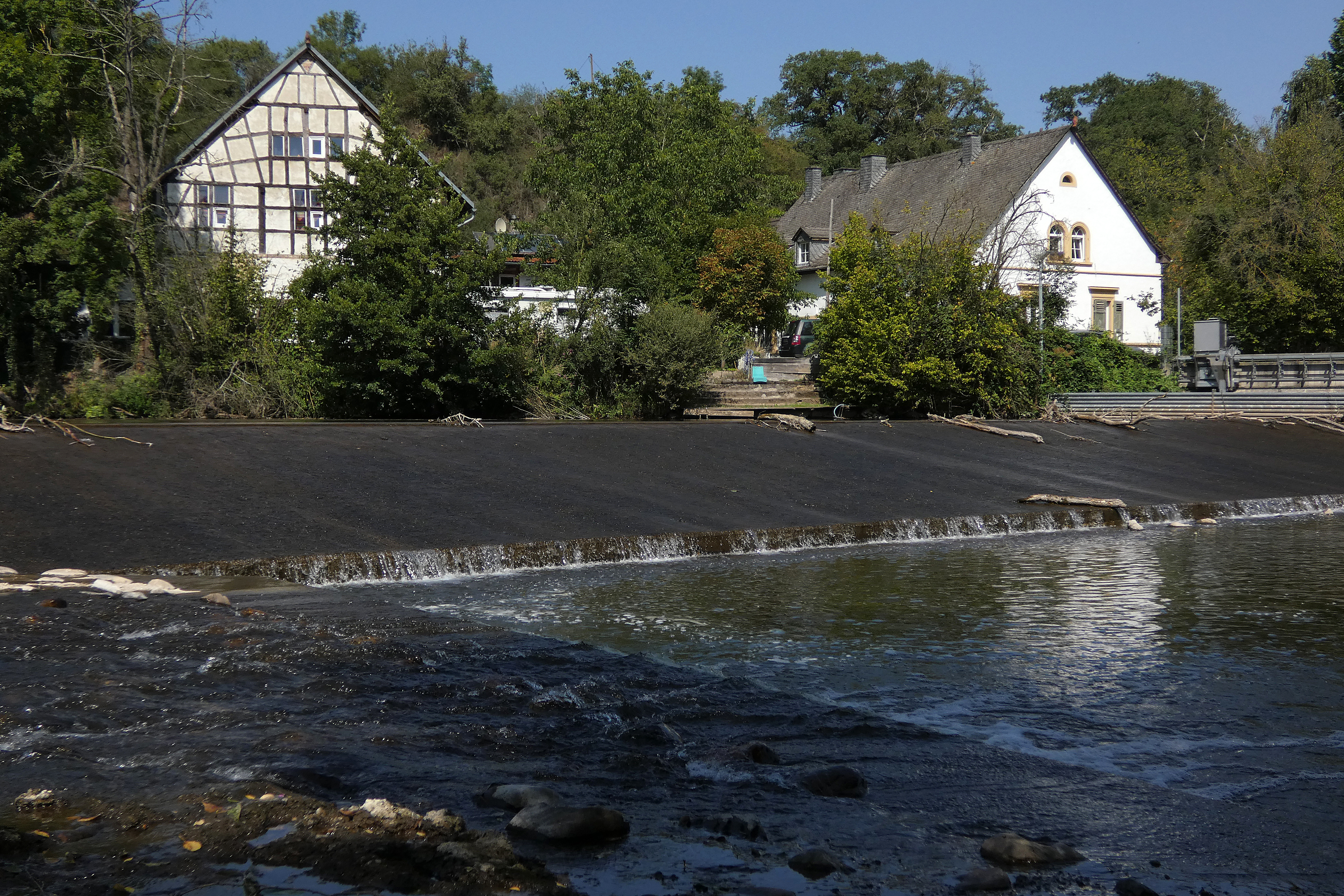
Denkmalzone Schliffgesmühle, an der Nahe, mit Gebäuden aus dem 19. Jahrhundert.

### Naturdenkmale
- Liste der Naturdenkmale in Meddersheim

## Persönlichkeiten
- Philipp Schlarb (1802–1880), Landwirt und Präsident des Landtags von Hessen-Homburg

## Ehrenbürger
- Werner Hilkene (1927–2010), ehemaliger Ortsbürgermeister von 1964 bis 1999, Träger der Verdienstmedaille des Landes Rheinland-Pfalz, sowie der Verdienstplakette der Verbandsgemeinde in Bronze, Silber und Gold.